# Hrabstwo Yalobusha
Hrabstwo Yalobusha (ang. Yalobusha County) – hrabstwo w stanie Missisipi w Stanach Zjednoczonych. Obszar całkowity hrabstwa obejmuje powierzchnię 495 mil² (1282,04 km²). Według szacunków United States Census Bureau w roku 2009 miało 13 773 mieszkańców.
Hrabstwo powstało w 1833 roku.

## Miejscowości
- Coffeeville
- Oakland
- Tillatoba
- Water Valley[4]

| Populacja hrabstwa w poprzednich latach | Populacja hrabstwa w poprzednich latach |
| Rok                                     | Liczba ludności                         |
| --------------------------------------- | --------------------------------------- |
| 1980                                    | 13 133                                  |
| 1990                                    | 12 033                                  |
| 2000                                    | 13 051                                  |
| 2005                                    | 13 417                                  |